# Dendrocryphaea lechleri
Dendrocryphaea lechleri là một loài Rêu trong họ Cryphaeaceae. Loài này được (M. Fleisch.) Paris & Schimp. ex Thér. miêu tả khoa học đầu tiên năm 1935.